# 전국새농민회
한국새농민중앙회는 1965년 8월 15일 설립된 농업인 단체로 1999년 12월 1일 대한민국 농림수산식품부 소관의 사단법인으로 등록되었으며, 2017년 5월 31일로 전국새농민회에서 한국새농민중앙회로 명칭을 변경하였다. 사무실은 서울특별시 중구 새문안로 16, 농협중앙회내에 있다.

## 설립 목적
- 새농민의 자주적 협동체로서 자립`과학`협동하는 새농민 운동의 확산 보급을 통해 농업인의 농업경영과 기술개선에 선도적 역할을 함으로써 농업생산성을 향상시키고, 농촌발전에 이바지하여 농업인의 경제적 사회적 지위향상에 기여함을 목적으로 한다.

## 주요 사업
- 회원의 농업경영 및 기술개선에 관한 정보 교환
- 농업인에 대한 농업기술의 연구 개발 보급과 농업경영 교육
- 농업인 권익신장 및 발전을 위한 정책건의
- 각종 자료의 출판과 소식지 발행
- 선진지 견학 및 전진대회 개최
- 국제 교류와 해외연수
- 후계 새농민의 육성
- 새농민회 목적달성을 위하여 필요한 사업

## 회원 자격
- 농협중앙회에서 시행하는 "이달의 새농민상"(새농민상) 수상자에 한하여 가입 자격이 부여됨.